# Râul Jilț
Râul Jilț este un curs de apă, afluent de dreapta al râului Jiu.
Ieșind din comuna Raci, Jilțul curge pe teritoriul comunei Livada (Borăscu) încă 4 km în direcția vest-est și apoi se unește cu Jilțul Mare care vine dinspre Valea Bolboșilor, formând Râul Jilț.